# Suzhou Ladies Open

## Storia
Il Suzhou Ladies Open è stato un torneo di tennis che si giocava sul cemento. Il torneo si è disputato a Suzhou in Cina dal 2012 al 2019.
La prima edizione del torneo faceva parte dell'ITF Women's Circuit con un montepremi da $100,000. Per i due anni successivi, è aumentato di categoria ed è diventato un WTA 125, Dal 2015, è ritornato a far parte del circuito ITF diminunendo il montepremio a $50,000, e dopo tre edizioni è ritornato ad avere quello di $100,000, fino alla sua soppressione nel 2019.

## Albo d'oro

### Singolare
| Anno | Categoria    | Campionessa        | Finalista     | Punteggio     |
| ---- | ------------ | ------------------ | ------------- | ------------- |
| 2012 | ITF $100,000 | Hsieh Su-wei       | Duan Yingying | 6–2, 6–2      |
| 2013 | WTA 125      | Shahar Peer        | Zheng Saisai  | 6–2, 2–6, 6–3 |
| 2014 | WTA 125      | Anna-Lena Friedsam | Duan Yingying | 6–1, 6–3      |
| 2015 | ITF $50,000  | Zhang Kailin       | Duan Yingying | 1-6, 6-3, 6-4 |
| 2016 | ITF $50,000  | Chang Kai-chen     | Wang Yafan    | 4-6, 6-2, 6-1 |
| 2017 | ITF $50,000  | Sara Errani        | Guo Hanyu     | 6-1, 6-0      |
| 2018 | ITF $100,000 | Zheng Saisai       | Jana Čepelová | 7-5, 6-1      |
| 2019 | ITF $100,000 | Peng Shuai         | Zhu Lin       | 6-2, 3-6, 6-2 |

### Doppio
| Anno | Categoria    | Campionesse                      | Finaliste                          | Punteggio        |
| ---- | ------------ | -------------------------------- | ---------------------------------- | ---------------- |
| 2012 | ITF $100,000 | Timea Bacsinszky Caroline Garcia | Yang Zhaoxuan Zhao Yijing          | 7–5, 6–3         |
| 2013 | WTA 125      | Tímea Babos Michaëlla Krajicek   | Han Xinyun Eri Hozumi              | 6–2, 6–2         |
| 2014 | WTA 125      | Chan Chin-wei Chuang Chia-jung   | Misa Eguchi Eri Hozumi             | 6–1, 3–6, [10–7] |
| 2015 | ITF $50,000  | Yang Zhaoxuan Zhang Yuxuan       | Tian Ran Zhang Kailin              | 7-6(4), 6-2      |
| 2016 | ITF $50,000  | Hiroko Kuwata Akiko Ōmae         | Jacqueline Cako Sabina Sharipova   | 6-1, 6-3         |
| 2017 | ITF $50,000  | Jacqueline Cako Nina Stojanović  | Eri Hozumi Miyu Katō               | 2-6, 7-5, [10-2] |
| 2018 | ITF $100,000 | Misaki Doi Nao Hibino            | Luksika Kumkhum Peangtarn Plipuech | 6-2, 6–3         |
| 2019 | ITF $100,000 | Jiang Xinyu Tang Qianhui         | Ankita Raina Rosalie van der Hoek  | 3-6, 6-3, [10-5] |